# Prasinocyma tetracosmia
Prasinocyma tetracosmia là một loài bướm đêm trong họ Geometridae.